# Nomia pulawskii
Nomia pulawskii är en biart som först beskrevs av Gregory B. Pauly 1997.  Nomia pulawskii ingår i släktet Nomia och familjen vägbin. Inga underarter finns listade i Catalogue of Life.